# Маниковцы
Маниковцы (укр. Маниківці) — село в Хмельницком районе Хмельницкой области Украины.

## История
Являлось селом Михалпольской волости Летичевского уезда Подольской губернии Российской империи. В 1885 году здесь насчитывалось 146 домов и 773 жителя.
В ходе Великой Отечественной войны в 1941— 1944 гг. село было оккупировано немецкими войсками.
По переписи 2001 года население составляло 1210 человек.

## Экономика
- спиртзавод[2]

## Местная власть
32200, Хмельницкая обл., Хмельницкий р-н, г. Деражня, ул. Мира, 37